# Ole Scavenius Jensen
 Der er flere personer med dette navn, se Ole Jensen.
Ole Scavenius Jensen (21. marts 1921 - 30. maj 1990) var en dansk roer fra København. Han var medlem af Bagsværd Roklub.
Jensen repræsenterede Danmark ved OL 1952 i Helsinki. Her udgjorde han, sammen med Mogens Snogdahl, Jørn Snogdahl, Bjørn Stybert, Helge Schrøder, Bjørn Brønnum, Preben Hoch, Leif Hermansen samt styrmand John Wilhelmsen den danske otter. Den danske båd kom ind på fjerdepladsen i sit indledende heat, hvorefter de vandt et opsamlingsheat. I semifinalen sluttede danskerne på 3. pladsen, og kvalificerede sig dermed ikke til finalen. De sluttede samlet konkurrencen på en 9. plads.
Jensen vandt desuden en EM-guldmedalje i firer uden styrmand ved EM 1953 i København og en sølvmedalje i samme disciplin ved EM 1955 i Gent. Han vandt også en sølvmedalje i otter ved EM 1951 i Mâcon.